# Karpîlivka, Novohrad-Volînskîi
Karpîlivka (în ucraineană Карпилівка) este un sat în comuna Mala Țvilea din raionul Novohrad-Volînskîi, regiunea Jîtomîr, Ucraina.

## Demografie
Componența lingvistică a localității Karpîlivka
     Ucraineană (98,73%)
     Rusă (1,27%)
Conform recensământului din 2001, majoritatea populației localității Karpîlivka era vorbitoare de ucraineană (98,73%), existând în minoritate și vorbitori de rusă (1,27%).